# Rhadinopsylla leii
Rhadinopsylla leii är en loppart som beskrevs av Xie Baoqi, Gong Zhengda et Duan Xingde 1990. Rhadinopsylla leii ingår i släktet Rhadinopsylla och familjen mullvadsloppor. Inga underarter finns listade i Catalogue of Life.